# C'è qualcuno in casa tua
C'è qualcuno in casa tua (There's Someone Inside Your House) è un film del 2021 diretto da Patrick Brice e tratto dall'omonimo romanzo di Stephanie Perkins.

## Trama
Un assassino misterioso terrorizza una scuola prendendo di mira gli studenti che portano dentro di loro oscuri segreti. Quando gli omicidi cominciano ad essere frequenti, gli studenti cominciano a diventare paranoici e terrorizzati dalla sua identità sconosciuta.

## Distribuzione
Il film è stato distribuito sulla piattaforma Netflix dal giorno 06 ottobre 2021.